# Héctor Noas
Héctor Noas (Holguín, Cuba, 8 de mayo de 1958) es un actor cubano radicado en España desde 1998. Está Licenciado en Artes Escénicas con especialización en Actuación, por el Instituto Superior de Artes de La Habana y se graduado con Medalla de Oro y Diploma de Honor.
Ha presentado eventos como : Festival Internacional de Cine Latinoamericano, Cubamoda Internacional, Festival Cine - Plaza, Premio Nacional de Teatro 2001 y 2004 y la entrega del “GRAMMY” en el Palacio de Convenciones de La Habana (1991). Ha trabajado como actor de radio. En España puso su voz a la campaña de Habana Club y también ha puesto voz a documentales como Las hermanas Márquez y The Sax Life, sobre el gran Paquito D'Rivera.
Por otro lado ha ejercido de profesor en diversos talleres de Actuación y Dirección de Actores en la Escuela de Cine de Galicia.
Nominado en los Premios Caricato como Mejor Actor en Cine por su trabajo en la película La Pared de Alejandro Gil en el año 2006, lo obtuvo posteriormente con su actuación en Los dioses rotos de Ernesto Daranas.
En diciembre de 2011 estrenó su película Verde Verde bajo la dirección del laureado cineasta Enrique Pineda Barnet, quien obtuvo el Goya con su película La bella del Alhambra como Mejor Película Extranjera en 1990. Fue nominado al Premio al Mejor Actor en Cine por este trabajo, obeteniéndolo en el Festival Rainbow en Ceará, Brasil.
Obtuvo el Premio Caricato como Mejor Actor Protagónico en Teatro en 2015, con el personaje Mijail Astrov en la obra El tío Vania de Chéjov bajo la dirección de Carlos Celdrán. En 2020 protagoniza Mambo Man (2021) dirigido por Edesio Alejandro, en el papel de JC por el que obtiene varios premios internacionales. Tuvo una controvertida participación en la película independiente Corazón Azul de Miguel Coyula.

## Televisión

### Unitarios
- Muchas felicidades (1987), como Martin.
- La bella durmiente (1987), como El Rey.
- La versión de Browning (1988), como Frobisher.
- Adorable fantasma (1990), como El Marino.
- La luna en la taza (1991), como Blas.
- Otra vez la luna (1991), como Blas.
- Fuera del mundo (1992), como José Martí.
- Para juntar y amar (1992), como José Martí.
- Dulce estupor (1992), como José Martí.
- Pintando pintando (1993), como Pepe.
- El pianista (1995), como El Pianista.
- Juego peligroso (2002), como William Rainsford.
- El hombre de Venus (2002), como Adrián.
- ¿La vida en rosa? (2004), como Gabriel.
- Puertas (2005), como Noel.
- Decisiones - El Cuerpo Forastero (2007), como Arnulfo.
- El último pacto (2009), como Tomás.
- Leyendas de Sal (2009), como Sergio.
- El asesino dentro del círculo (2009), como El Francés.

### Series
- El cautivo del rey (1988), como Rohan.
- Esperaré que crezcas (1990), como David.
- De tu sueño a mi sueño (1991), como Wolsky.
- Castillo de cristal (1992), como Don Ceibo.
- Su propia guerra (1993), como El mudo.
- Shiralad (1993), como Mercurio.
- Blanco y negro, no (1994), como Emilio.
- El violador (1994), como El violador.
- Para la vida (1994-1995).
- Agente secreto (1995), como Ernesto Badía.
- Calle Nueva (1999), como Rafael Ojeda.
- Tiempo final (2001), como El sheriff. España.
- Viento del pueblo (2001), como Pablo Neruda. España.
- El comisario (2001), como Jairo. España.
- La sopa boba (2004), como Agente de viajes. España.
- Cuéntame cómo pasó (2004), como Yuri Andreiev. España.
- Hospital Central (2007), como Amador. España.
- Valientes (2010), como Lorenzo Gómez-Acuña. España.
- Arrayán (2010), como Amancio. España.
- Tras la huella.
  - "Decidido" (2012)
  - "Engañado" (2015)
  - "A la Roca"(2022)
- Olmos y Robles (2015), Televisión Española.
- Cuatro estaciones en la Habana (2016), como Calcines.
- El grito de las mariposas (2023), como Petan Trujillo.
- Montecristo (2023), como Salvador Faria.[4]

### Telenovelas
- Enamorada (1989), como Camilo.
- Para el año que viene (1994), como Anselmo Prieto.
- Entre mamparas (1996), como Pablo Murillo.
- Calle Nueva (1999-2000), como Rafael Ojeda. España.
- Capital (2004), como Luis Uribe. España.
- El auténtico Rodrigo Leal (2005), como Tomás. En su versión Española.
- Valientes (2010), como Lorenzo Gómez-Acuña. En su versión Española.

### Monólogo
- First (1997).
- Upstair (2013).

## Cine

### Cortometrajes
- La dimensión de un instante (1982), como Guerrillero.
- Crónica de una infamia (1983), como Líder.
- Lobos sueltos (1998), como Jordi.
- La ventana (2005), como Médico.
- Santos (2021) de Jazz Martínez-Gamboa. Como Santos.

### Películas
- Tiempo de amar (1984), como Sergio.
- Ecos (1985), como Andrés.
- Fiesta (1986), como ayudante de Harry Morgan.
- La bella del Alhambra (1989), como Suárez.
- Cuervo (1989), como Ricard.
- Boceto (1991), como Andrés, donde muestra un desnudo frontal.
- Caravanne (1992), como Bob.
- El blanco de los espejuelos (1993).
- Melodrama (1994), como Marcos.
- Tierra Índigo (1995), como Gobernador.
- Sabor latino (1996), como Mayor Folham. Cuba-España.
- Los tercermundanos (1996), como General. Cuba-Francia.
- Mambí (1997), como Rioseco. Cuba-España.
- Kleines Tropicana (1998), como Rudolf Pangloss. Cuba-Alemania.
- Caribe (1998), como Fletcher. Italia.
- Machín, toda una vida (2001), como Carioco. España.
- Un rey en La Habana (2005), como J. Búlgaro. España.
- La pared (2006), como Diego - David - Daniel.
- Los dioses rotos (2007), como Rosendo.
- El hombre de arena (2007), como Luis. España.
- La anunciación (2007), como Ricardo.
- El baile de San Juan (2009), como Álvaro de Ceballos.
- Verde verde (2011), como Alfredo.
- Conducta (2012), como Tomás.
- Omega 3 (2014), como Oficial Mac.
- Pasado perfecto (2015), como Calcines.
- Sergio & Serguei (2017), de Ernesto Daranas. Como Serguei.
- Club de Jazz (2017), de Esteban Insausti. Como Joaquín.
- Yuli (2018), de Itciar Bollaín.
- Insumisa (2018), de Fernández Pérez-Laura Cazador. Como José A. Garrido.
- Inocencia (2018), de Alejandro Gil. Como Capitán Felipe Alonso.
- Mambo Man (2019), de Edesio Alejandro-MoFini. Como JC- Mambo Man.
- Corazón Azul (2021), como Tomás.
- Cuentos de un día más (Él y Ella) (2021), de Yoel Infante. Como Él.

## Teatro
- El 23 se rompe el Corojo. 1975. Actor.
- La espera. 1985. Actor y director.
- Romeo y Julieta. 1986. Actor.
- Los Clásicos: Edipo Rey y Macbeth. 1986. Actor.
- El Gordo y el Flaco Virgilio Piñera. 1987. Actor.
- Petición de manos. 1987. Actor.
- Martí y la esclavitud. 1987. Actor y director.
- La buena alma de Se-Chuan. 1988. Actor.
- El tesoro del capitán. 1989. Actor.
- La boda. 1994. Actor.
- Sara's. 1995. Actor.
- Morir de noche. 1995. Actor. Puerto Rico.
- Electra Garrigó. 1996. Actor.
- El Rey Lear. 1997. Actor.
- El público. 1998. Actor. Cuba-España.
- Calígula. 1998-1999. Actor. Cuba-España.
- Misery. 1999-2000. Actor. España.
- Historias de amor. 2000-2001. Actor. España.
- La gaviota. 2002. Actor.
- La mar salada. 2003. Actor. España.
- Arte. 2006-2007. Actor. España.
- Gotas de agua sobre piedras calientes. 2012.
- Blue-Orange. 2013.
- El tío Vania. 2014.
- Personas, lugares y cosas. 2019.